# 聶政

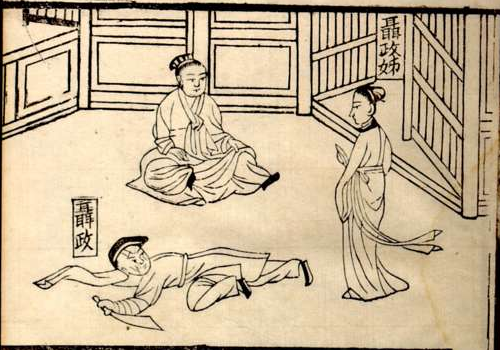
聶政

聶 政（じょう せい）は、中国戦国時代の人。司馬遷の『史記』刺客列伝に登場する。

## 人物
聶政は韓の軹の生まれだったが、喧嘩を起こし、その相手を殺してしまった為、年老いた母と未婚の姉の聶嫈と共に斉に身を隠し、それ以来は、食肉の解体で生計を立てていた。
ある日、聶政の噂を耳にした韓の大臣である厳仲子という人物が家を訪れ、「貴方のような義士と友好を持ちたいと思っておりました」と言い、それから1カ月に1度は聶政を訪ねた。
数カ月後、聶政の母の長寿を祝って宴席を開いた厳仲子は、その祝いと称して2千両もの大金を贈った。聶政がこれは受け取れないというと、厳仲子は、「実は、私には恨みを晴らさねば死んでも死にきれない思いをしている人物がおります。私は手助けを頼める人物を探し求め、やっと貴方を見つけたのです。このお金は貴方の母上の生活費として私にお力をお貸し下さい」と言った。しかし聶政が「老いた母を残して他国には行けません」というと、厳仲子は「私は衛の濮陽に住んでいるので、気が変わったらお訪ね下さい」と言い残して去っていった。
それから数年後。聶政の母はこの世を去り、姉も嫁いでいった。一人身となった聶政は自分を見込んでくれた厳仲子の為に尽くすことを決め、衛の濮陽に向かった。
厳仲子は喜んで聶政を迎え入れ、聶政が手伝ってくれるというと「自身を失脚させた韓の宰相の侠累（韓傀）を討ちたいのです」と告げた。聶政は快諾し、厳仲子の身元を洩らさないように、自分一人で向かうといい、単身、韓に乗り込んだ。
宰相邸に向かった聶政は「宰相に訴えたいことがあります」と言ったが、門番に止められたため、剣を奪ってたちどころに斬りかかった。そして、侠累を一太刀に斬り殺し、更に13人を殺したが、もう逃げられぬと諦めると、「男の死に様をよく見ておけ」というやいなや、手に持っていた剣で顔を削り、そして目をくりぬいた。さらに腹をかき切り、はらわたをつかみ出して息絶えた。
韓はただちに身元を洗ったが、兵士のなかで知るものはなく、聶政の死体を街中にさらし、「下手人の姓名を知るものには、千金を与える」と布告した。
この話を聞いた聶政の姉の聶嫈は胸騒ぎを感じて、韓の都へと急いだ。
その死体にある、聶政と同じほくろを見た姉は、周りの見物人に向かって、「皆さん、この男は、聶政といって、私の弟です」と言った。すると見物人たちは「そんなことをいったら、あなたも同罪になりますよ」と諫めたが、彼女は、「私が明かさなければ、弟の名は埋もれてしまい、それでは弟がかわいそうすぎる。私が名乗ったのは覚悟の上です」といい、その場で自決した。
この話はたちまち全国に広まり、人々は「恩義に応えた聶政も立派だが、姉さんもなんという烈女だ」と言い、涙した。

## 聶政を題材とした作品
映画
- 大刺客（1967年、香港、監督：チャン・チェ、演：ジミー・ウォング）

漫画
- 横山光輝『史記』「男と見込まれ」